# Brief aan God
Brief aan God was een Nederlands programma van de Evangelische Omroep (EO), waarin bekende en minder bekende Nederlanders een door hen geschreven brief aan God voorlazen.
Brief aan God begon in 2006 als rubriek in het actualiteitenprogramma De Ochtenden op Radio 1. In 2007 maakte de EO daarnaast een televisieprogramma met dezelfde naam, met Andries Knevel als presentator. De brief die op tv werd voorgelezen, werd de zaterdag daarop in de Volkskrant gepubliceerd. Op de website van de omroep was het mogelijk zelf een 'brief aan God' te plaatsen, de omroep plaatste hiervoor bovendien een brievenbus op de virtuele wereld Second Life.
Gasten die in de radio-uitzending zijn geweest waren onder meer Stef Bos, Jan Terlouw, Jan Pronk en Hilbrand Nawijn. In het televisieprogramma waren onder anderen Jan Vayne, Marijke Helwegen, Antoine Bodar en Linda Wagenmakers als briefschrijvers/gasten te zien.